# Nerf lacrymal
Le nerf lacrymal est la plus petite branche du nerf ophtalmique (V 1 ), lui-même une branche du nerf trijumeau (CN V). Les autres branches du nerf ophtalmique sont le nerf frontal et le nerf naso-ciliaire.

## Structure
Le nerf lacrymal se ramifie à partir du nerf ophtalmique immédiatement avant de traverser la fissure orbitaire supérieure pour entrer dans l'orbite. Il la traverse latéralement au nerf frontal à l'extérieur de l'anneau de Zinn. Après son entrée, il se déplace en avant le long de la paroi latérale avec l'artère lacrymale, au-dessus de la marge supérieure du rectus latéral. Il reçoit une branche communicante du nerf zygomatique portant les axones parasympathiques postganglionnaires du ganglion ptérygopalatin. Il traverse la glande lacrymale en lui donnant des branches sensorielles et parasympathiques et continue ensuite en avant en quelques petites branches sensorielles.

## Fonction
Le nerf lacrymal assure l'innervation sensorielle de la glande lacrymale, de la conjonctive de la paupière supérieure latérale et du fornix supérieur, de la peau du front latéral, du cuir chevelu et de la paupière supérieure latérale.
Il fournit également une innervation parasympathique à la glande lacrymale depuis la branche communicante qu'elle reçoit du nerf zygomatique.

## Galerie

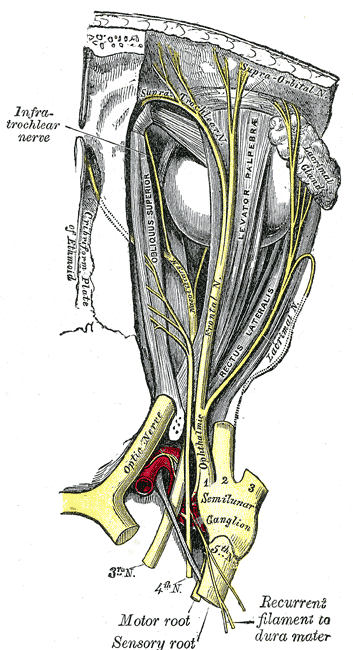
Vue supérieure des nerfs de l'orbite. Le nerf lacrymal se ramifie à partir du nerf ophtalmique.
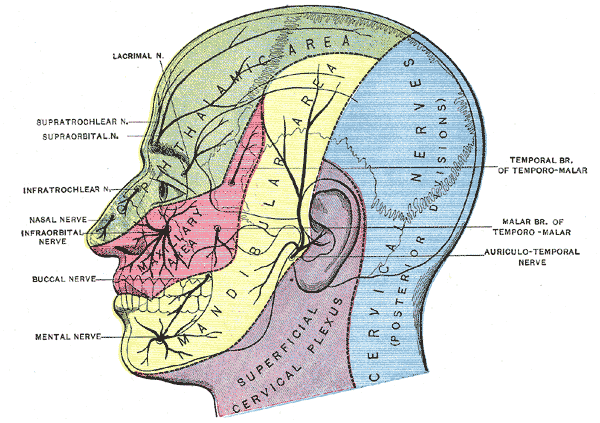
Innervation sensorielle de la peau de la tête et du cou. La distribution cutanée du nerf lacrymal est visible au-dessus de l'œil dans la zone verte.
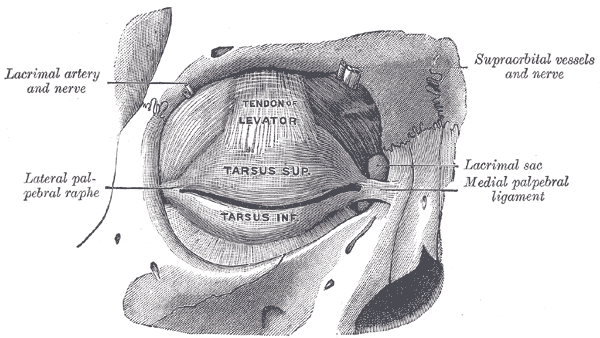
Vue antérieure de l'orbite et des plaques du tarse. Le nerf lacrymal est visible sortant de l'orbite de manière supérolatérale après avoir alimenté la glande lacrymale.
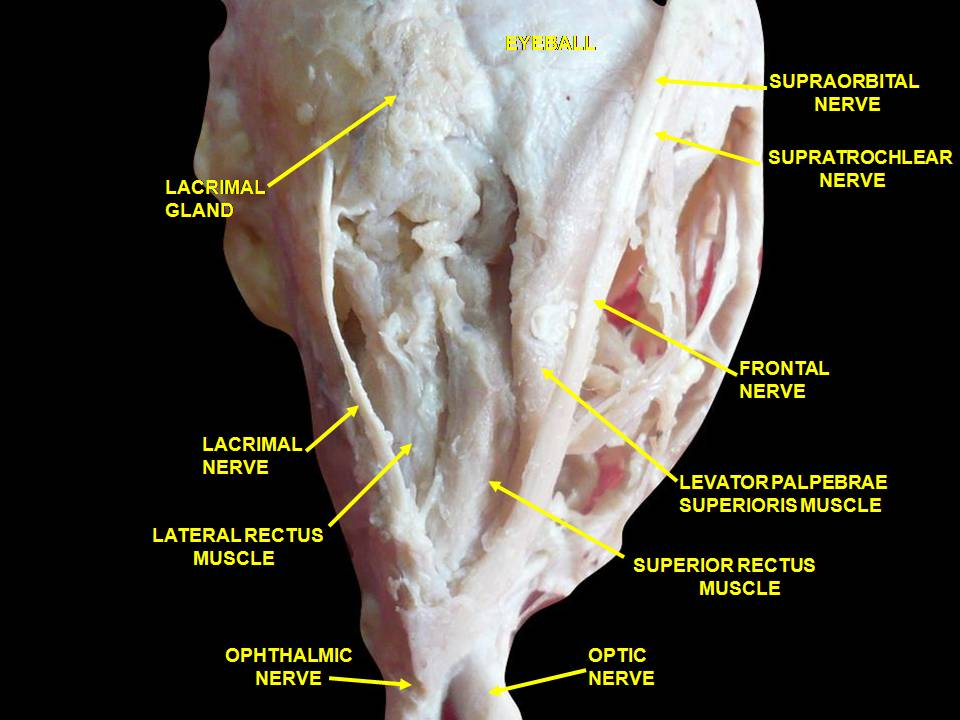
Vue supérieure d'une dissection de l'orbite gauche. Le nerf lacrymal est visible en innervant la glande lacrymale.